# FSM (компания)
Fabryka Samochodów Małolitrażowych (FSM) (рус. Завод Малолитражных Автомобилей) — польская компания, производившая легковые автомобили. Предприятия компании располагались в городах Бельско-Бяла и Тыхы.

## История
Предприятие создано в 1971 г. на основании соглашения между польской компанией FSO и Fiat для производства по лицензии польской версии Fiat 126 под маркой Polski Fiat 126p  на базе небольшого завода по производству мотопомп «Polmo» в г. Бельско-Бяла. Polski Fiat 126p стал самым массовым польским автомобилем. Он получил прозвище «Малюх» (Малыш) и стал в Польше культовым автомобилем, героем шуток и анекдотов, как Запорожец в СССР.
С 1972 г. по 1983 г. предприятие  выпускало также автомобили FSO Syrena, производство которых было передано с завода FSO в Варшаве.
Для расширения производства польских Фиатов в 1975 году построен новый завод в Тыхах. В Бельско-Бяла осталось производство двигателей. 
В 1991 г. компания была приватизирована Fiat и стала называться Fiat Auto Poland. С 1992 г. производит автомобили под брендом Fiat.

## Модели
| Модель           | Годы выпуска | Объем производства |
| ---------------- | ------------ | ------------------ |
| Syrena           | 1972–1983    | 344 077            |
| Polski Fiat 126p | 1973–2000    | 3 318 674          |
| Fiat 126 BIS     | 1987–1991    | 190 361            |

## Галерея

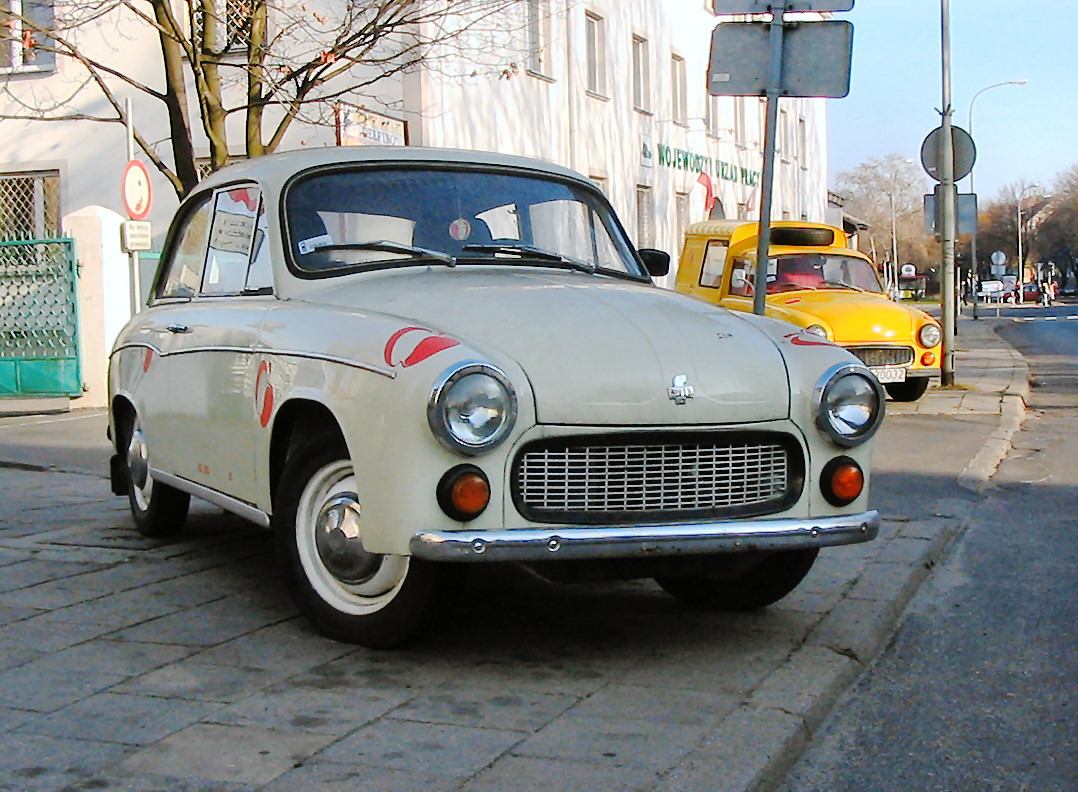
Syrena 105
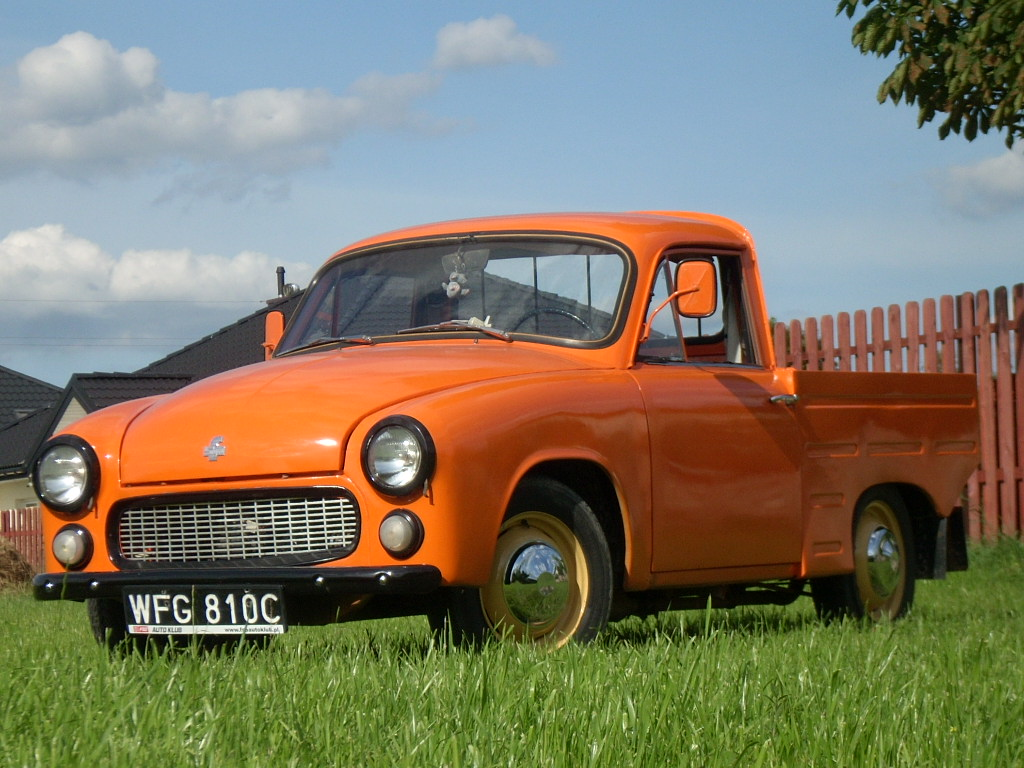
Syrena R20
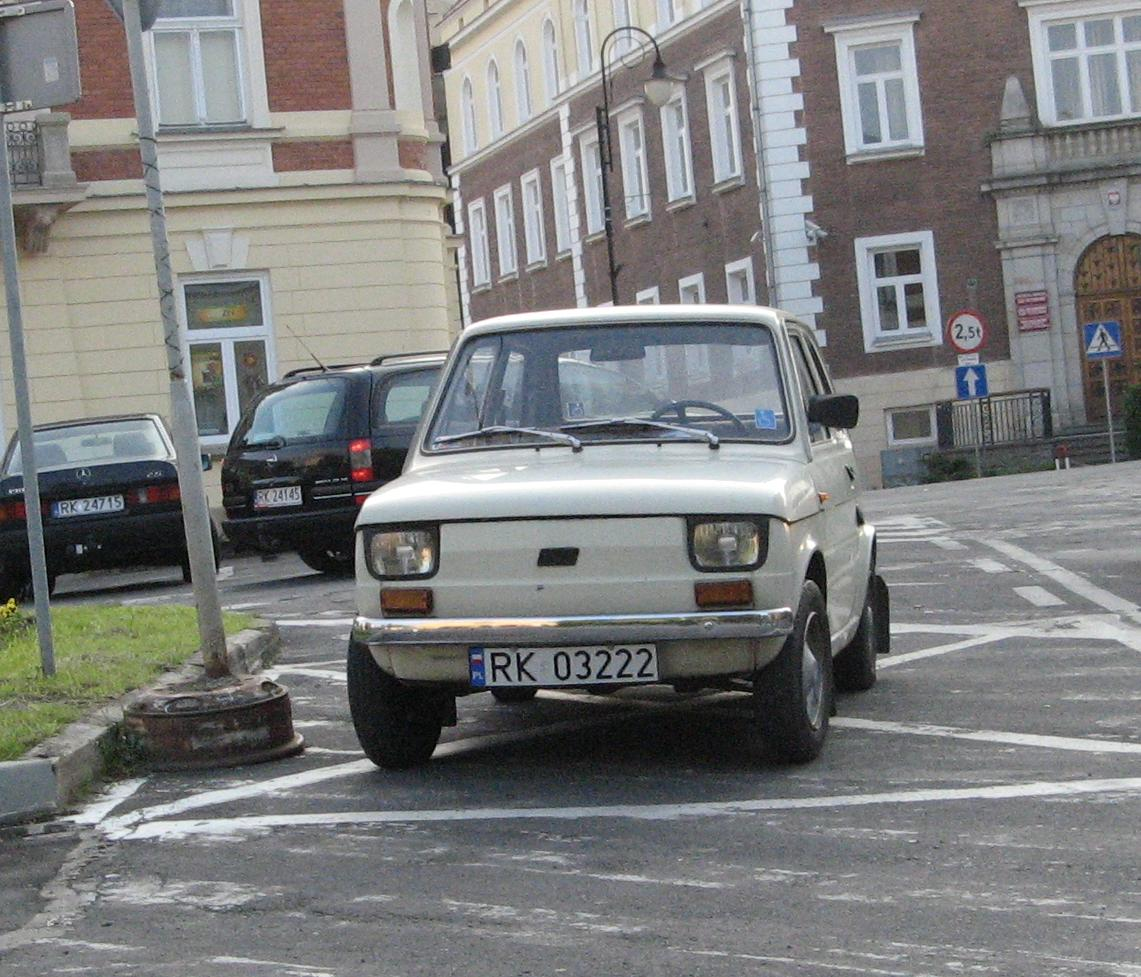
Polski Fiat 126p
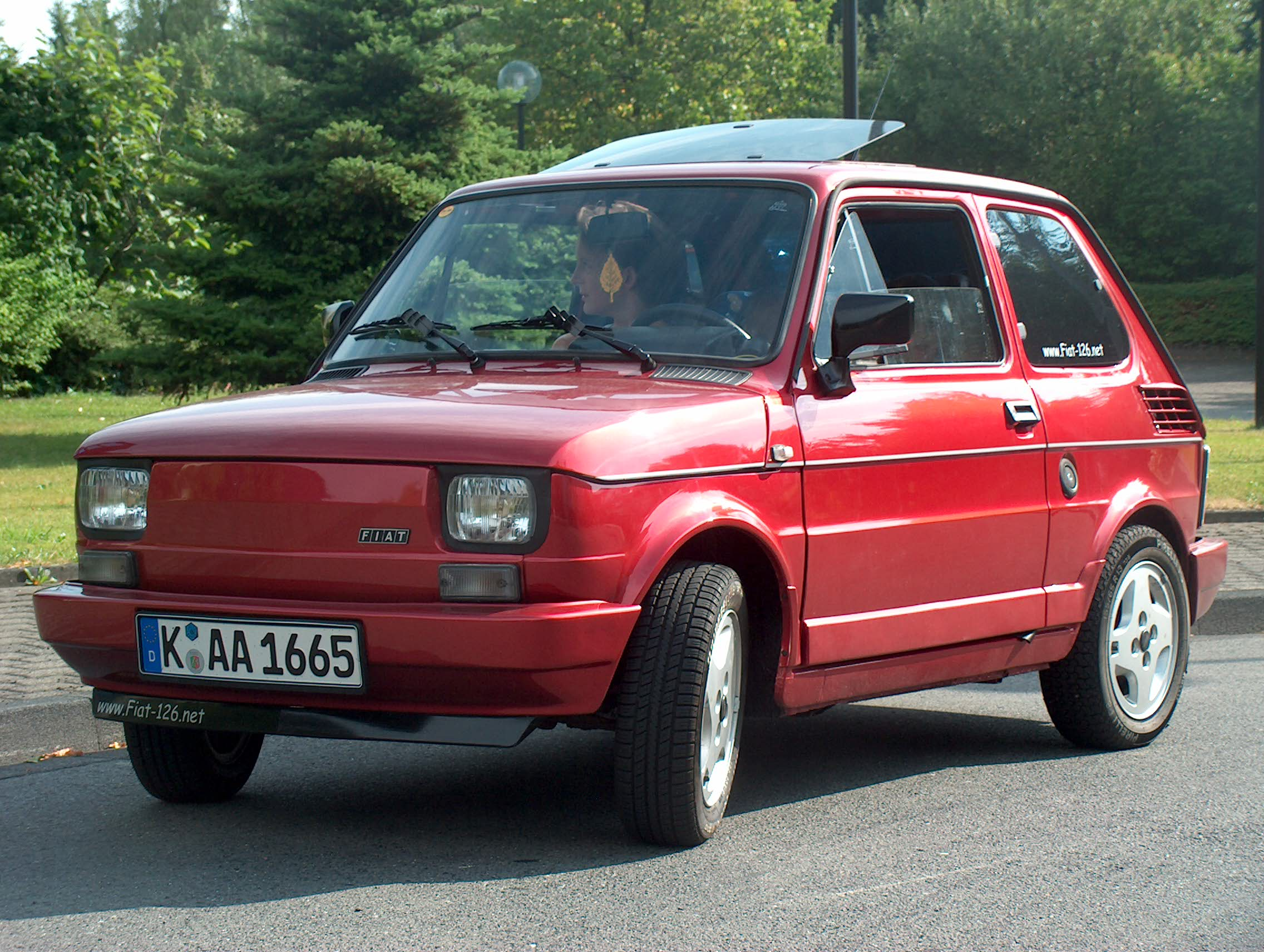
Fiat 126 BIS